# X–3 Stiletto
A Douglas X–3 Stiletto sugárhajtású, transzszonikus repülőgép volt, melyet huzamos hangsebesség feletti repülésre, és az ezzel kapcsolatos problémák megoldására terveztek az Egyesült Államokban, az 1950-es évek elején. A repülőgép, hajtóművei elégtelen tolóereje miatt, soha nem lépte át a hangsebességet, de hasznosnak bizonyult a nagy sebességű repülőgépekkel kapcsolatban felmerülő problémák megoldása során.